# Pouzy-Mésangy
Pouzy-Mésangy é uma comuna francesa na região administrativa de Auvérnia-Ródano-Alpes, no departamento Allier. Estende-se por uma área de 35,75 km². Em 2010 a comuna tinha 409 habitantes (densidade: 11,4 hab./km²).